# Golleville
Golleville ist eine französische Gemeinde mit 165 Einwohnern (Stand: 1. Januar 2022)
im Département Manche in der Region Normandie. Sie gehört zum Arrondissement Cherbourg und zum Kanton Bricquebec-en-Cotentin. 
Sie liegt auf der Halbinsel Cotentin, Nachbargemeinden sind Magneville im Nordwesten, Colomby im Nordosten, Biniville im Südosten, Sainte-Colombe im Süden und Néhou im Südwesten.

## Bevölkerungsentwicklung
| Jahr      | 1962 | 1968 | 1975 | 1982 | 1990 | 1999 | 2008 | 2018 |
| --------- | ---- | ---- | ---- | ---- | ---- | ---- | ---- | ---- |
| Einwohner | 233  | 203  | 192  | 172  | 170  | 168  | 184  | 175  |

## Sehenswürdigkeiten
- Kirche Saint-Martin
- Château de la Bretonnière, Monument historique

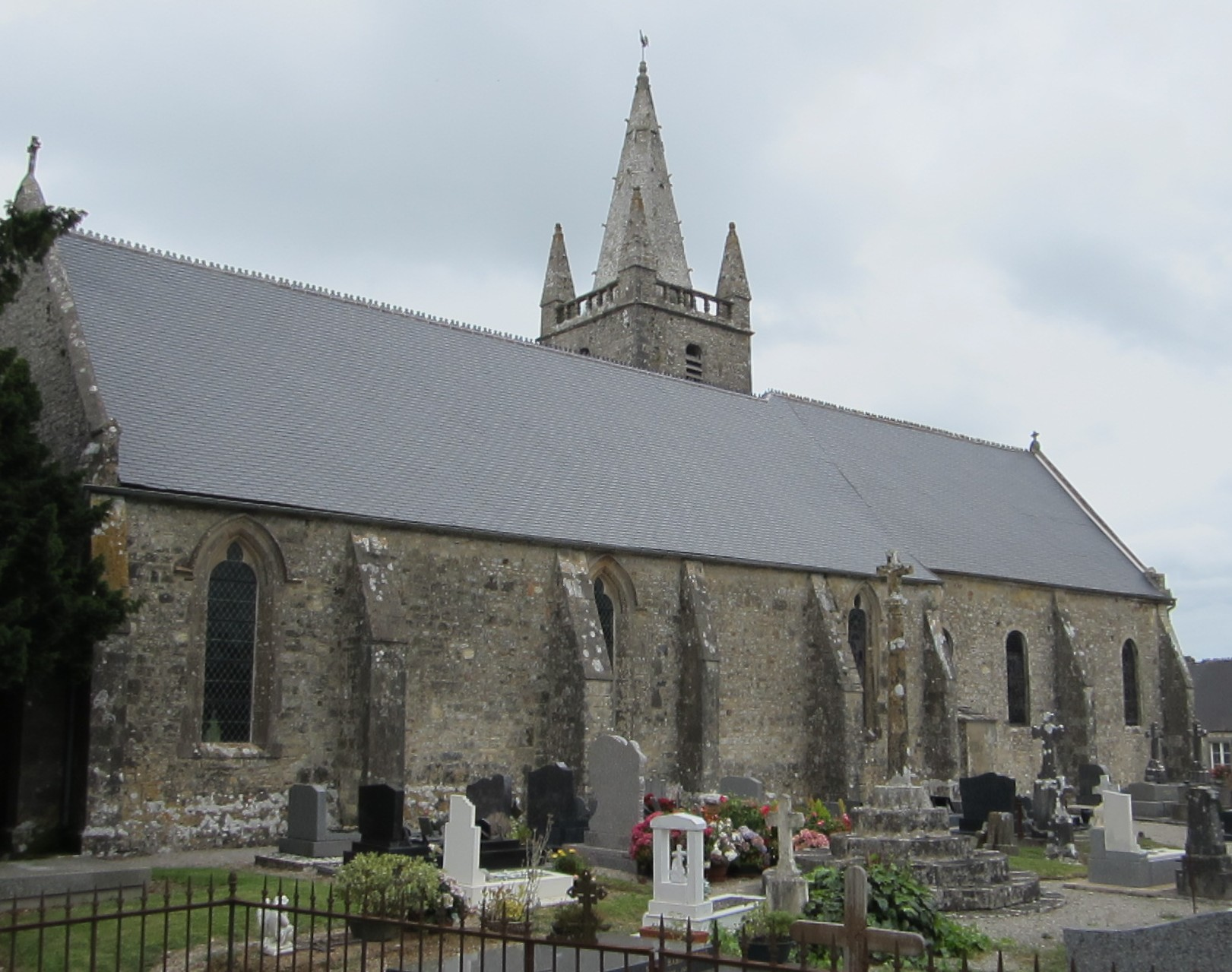
Kirche Saint-Martin
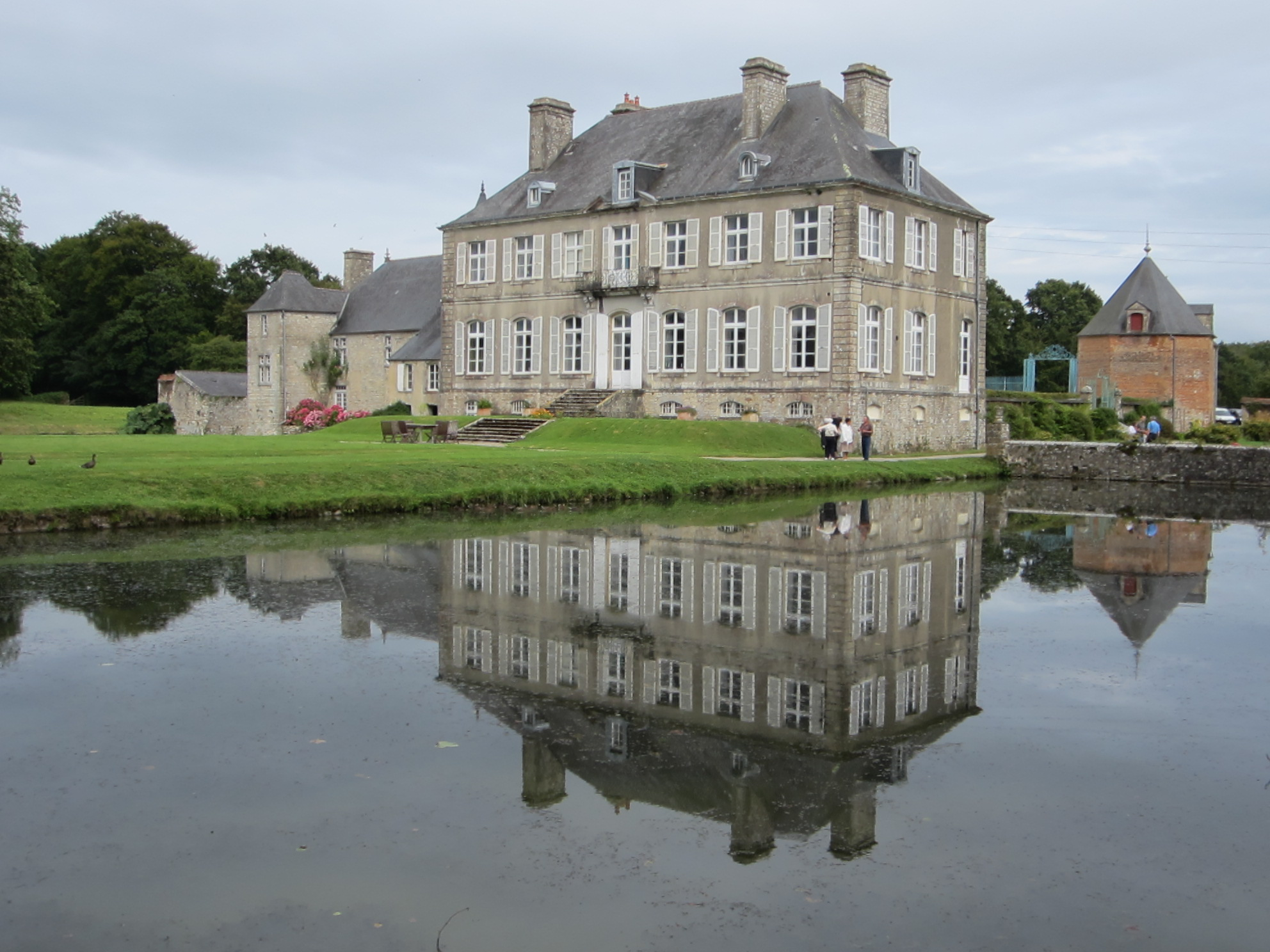
Château de la Bretonnière
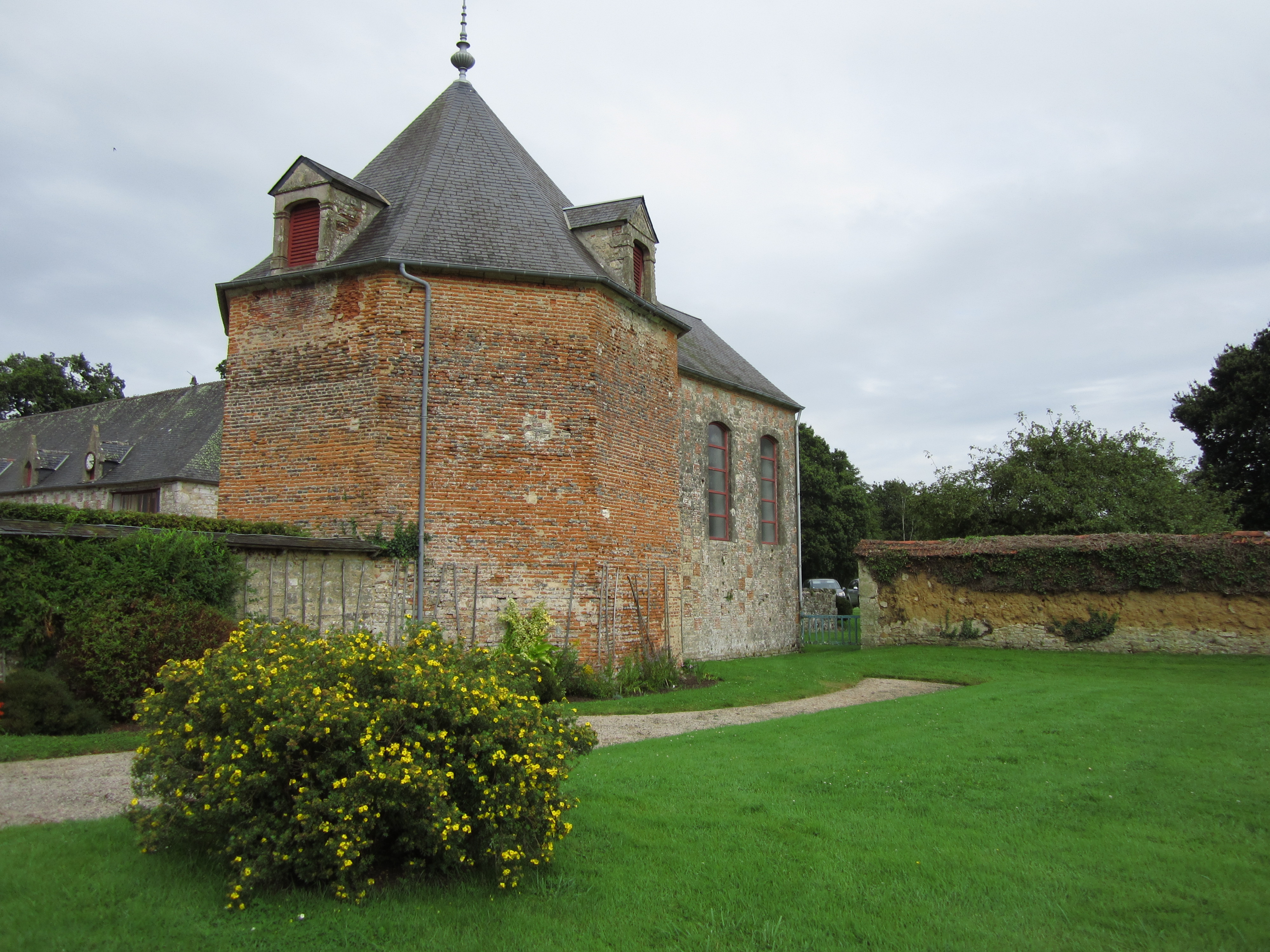
Taubenturm auf dem Schlossareal